# 朴头镇
朴头镇，原为朴头乡，是中华人民共和国四川省阿坝藏族羌族自治州理县下辖的一个乡镇级行政单位。2018年撤乡设镇。区划代码改为513222105。

## 行政区划
朴头镇下辖以下地区：
朴头村、新店子村、一颗印村、庄房村、四南大村和梭罗沟村。